# Miliarense

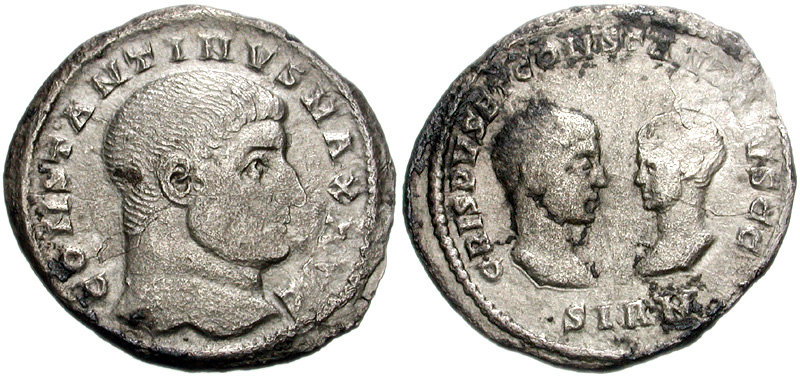
Miliarense acuñado por Constantino I.

El miliarense (del latín miliarensis; plural: miliarensia) fue una antigua moneda romana de plata surgida en la reforma monetaria de Constantino I, en el año 324, y emitida esporádicamente hasta finales del siglo IV, con un peso teórico de 1/72 de la libra romana (4,5 g), y un diámetro  aproximado de 23 mm.
Debe su nombre a su correspondencia con la milésima parte de la libra de oro. Su equivalencia era de 1/18 sólidos de oro, y existieron múltiplos de hasta tres miliarenses, así como medios miliarenses. También se acuñaron miliarenses de mayor peso, a 1/60 de la libra romana (5,4 g), que se conocen numismáticamente como miliarenses pesados.